# C.Honnenahalli, Channarayapatna
C.Honnenahalli là một làng thuộc tehsil Channarayapatna, huyện Hassan, bang Karnataka, Ấn Độ.